# Családregény

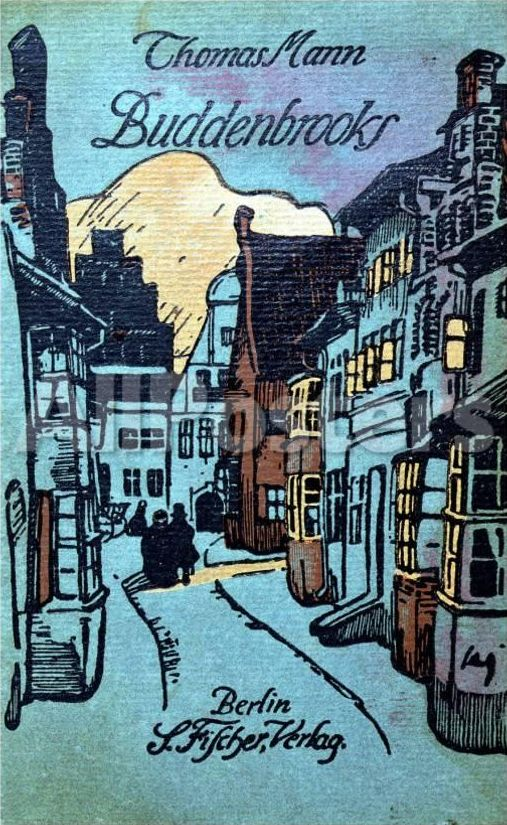
Az egyik legismertebb családregény A Buddenbrook ház borítója

A családregény a regény műfaján belül azoknak a műveknek a pontos műfaji megjelölése, melyeknél a cselekmény középpontjában egy család több generáción átívelő története áll. Egyik ismert példája Thomas Mann A Buddenbrook ház című regénye.
A családregény jellegzetesen polgári műfaj; a nemzedékek egymást követő sorstörténete egyben polgárságtörténet, melyben a feltörekvés, a konszolidáció és a hanyatlás korszakai követik egymást. Mindez egyben értéktörténet is; a megvalósított és végül elherdált-megtagadott értékek annak a „protestáns etikának” a jegyében állnak, melyet Max Weber a polgári identitás alapjának tekintett.

## Családregények

### Világirodalom
- Thomas Mann: A Buddenbrook ház
- Gabriel García Márquez: Száz év magány
- Colleen McCullough: Tövismadarak
- Isabel Allende: Kísértetház

### Magyar irodalom
- Szabó Magda: Régimódi történet
- Fejes Endre: Rozsdatemető
- Vámos Miklós: Apák könyve
- Esterházy Péter: Harmonia caelestis
- Kepes András: Tövispuszta
- Náray Tamás: Zarah
- Papp Sándor Zsigmond: Gyűlölet
- Fábián Janka: Búzavirág
- Szécsi Noémi: Nyughatatlanok